# Camelot
Camelot (AFI: /ˈkamelot/) era la fortezza del leggendario Re Artù: fu citata per la prima volta da Chrétien de Troyes nel suo poema Lancillotto o il cavaliere della carretta e acquisì un'importanza via via crescente nelle opere che, nel corso dei secoli, svilupparono la mitologia del ciclo arturiano.

## Ubicazione
La collocazione geografica di Camelot non viene mai chiarita né da de Troyes né dagli autori successivi, a parte che da Malory, il quale colloca Camelot nella città di Winchester. Le ipotesi avanzate nel tempo includono:
- Saltwell Park, a Gateshead;
- Winchester
- Cadbury Castle, nel Somerset;
- Tintagel Castle, in Cornovaglia;
- Viroconium;
- Caerleon-on-Usk, nel Galles meridionale;
- Dinerth Castle, vicino al fiume Arth, nel Galles occidentale.
- Greenan Castle, poco più a sud di Ayr, nell'Ayrshire Meridionale (Scozia occidentale)[2]

Si è anche ipotizzato che il nome "Camelot" sia una deformazione di Camulodunum, la fortezza di Colchester, sebbene la collocazione di quest'ultima, nell'Anglia orientale (Essex), la collocherebbe nel regno "sbagliato".

## Camelot nella cultura di massa
- Negli Stati Uniti d'America, la parola "Camelot" viene spesso usata per riferirsi al periodo della presidenza di John Fitzgerald Kennedy (1961-1963), considerato come un'epoca idilliaca (bruscamente interrotta dall'assassinio dello stesso Kennedy, spesso paragonato alla caduta di Artù).
- Le cronache di Camelot (The Camulod Chronicles) di Jack Whyte sono una serie di romanzi ad ambientazione storica.
- In un passaggio nonsense del film Monty Python e il Sacro Graal, Re Artù (interpretato da Graham Chapman) dice che "Camelot è un luogo stupido" e i cavalieri della Tavola Rotonda decidono di non andarci.
- Nella serie televisiva Third Watch, in Italia andata in onda anche con il titolo Camelot - Squadra Emergenza, la base operativa viene chiamata "Camelot" perché si trova all'angolo delle strade "King" e "Arthur".
- Il musical Camelot di Alan Jay Lerner e Frederick Loewe è basato sulla leggenda di Camelot, principalmente attraverso l'interpretazione di T.H. White in Re in eterno.
- La serie televisiva Merlin, ambientata a Camelot, narra delle avventure del giovane Artù quando al trono vi è ancora il padre Uther Pendragon e della sua relazione con Merlino, mago e suo servitore.
- È stata prodotta un'altra serie televisiva, Camelot, che narra dell'inizio del regno di Artù subito dopo che il padre Uther Pendragon è morto; la serie televisiva è tratta dal ciclo di romanzi arturiano La morte di Artù, composto da Thomas Malory alla fine del Quattrocento.
- La Disney ha realizzato il film Avalon High, dove si narrano le vicende di Allie Pennington, la quale scopre che la sua nuova scuola è una moderna Camelot e che i suoi compagni di classe sono la reincarnazione dei Cavalieri della Tavola Rotonda.
- Nel parco divertimenti di Gardaland, è presente una zona a tema medievale in cui, nei primi anni Duemila, sorgevano il "castello di mago Merlino" ed il "torneo Medievale"; all'area ci si riferiva spesso come al "regno di Camelot".
- È stato creato un OAV ambientato nella celebre fortezza, intitolato Camelot; un'ambientazione simile è presente anche in un ulteriore OAV, Ritorno a Camelot, che tuttavia non presenta alcun legame di continuità con la precedente opera.
- Nella serie manga e anime The Seven Deadly Sins - Nanatsu no taizai è presente la fortezza di Camelot, dove regna il re Arthur Pendragon affiancato da Merlin, uno dei Sette Peccati Capitali.